# Sainte-Angèle-de-Prémont
Sainte-Angèle-de-Prémont è un comune del Canada, situato nella provincia del Québec, nella regione di Mauricie.